# Icloda
Icloda ist ein Dorf im Kreis Timiș, in der Region Banat, im Südwesten Rumäniens. Icloda gehört zur Gemeinde Sacoșu Turcesc.
Icloda hatte 2002 290 Einwohner.

## Geografische Lage
Das Dorf liegt 25 km südöstlich von Timișoara und knapp 5 km südlich der Temesch.